# Viipurin Reipas
Le Viipurin Reipas ou ViRe est un club de hockey sur glace finlandais basé à Vyborg, alors en Finlande, aujourd'hui en Russie. Ils ont joué deux saisons dans la SM-sarja, dont la première de la ligue, qu'ils ont remportée face au KIF Helsinki. Pour la saison 1931-1932, le Viipurin Reipas fait un retour dans la ligue, mais perd en demi-finale.

## Histoire
Le club fut fondé en 1891, d’ailleurs l'année de formation de l'équipe est représenté sur le logo de l'équipe.
En 1928, ils remporte le titre de champion de la SM-sarja.
En 1932, le club joue sa dernière saison dans la SM-sarja ou ils perdent en demi-finale contre le Helsingin Jalkapalloklubi.
En 1940, Vyborg devient une ville soviétique grâce au Traité de Moscou, le club déménage donc à Lahti et devient les Lahden Raipas qui jouera aussi dans la SM-sarja.

## Palmarès
- Champion de la SM-sarja : 1928